# Hakalansaari (ö, lat 61,39, long 23,41)
Hakalansaari är en ö i Finland. Den ligger i sjön Pyhäjärvi och i kommunen Nokia i den ekonomiska regionen Tammerfors och landskapet Birkaland, i den södra delen av landet, 160 km nordväst om huvudstaden Helsingfors. Öns area är 3,4 hektar och dess största längd är 280 meter i sydväst-nordöstlig riktning.